# Cô tiểu thư nông dân
Cô tiểu thư nông dân (tiếng Nga: Барышня-крестьянка) là một truyện ngắn in trong Tập truyện của ông Ivan Petrovich Belkin quá cố của Aleksandr S.Pushkin, hoàn thành vào ngày 20 tháng 9 năm 1830.

## Nội dung
Tương tự truyện ngắn Bão tuyết, tác giả mượn lời một cô gái hư cấu tên là K.I.T để kể lại câu chuyện này.

### Nhân vật
- Chủ đất Ivan Petrovich Berestov
- Công tử Aleksey (con trai ông Ivan)
- Nhà quý tộc Grigory Ivanovich Muromsky
- Tiểu thư Liza (con gái ông Grigory)
- Hầu gái Nastya

## Chuyển thể

### Hội họa
Câu chuyện tâm tình lãng mạn của Pushkin đã trở thành nguồn cảm hứng vô tận cho các họa sĩ trong suốt hơn một thế kỷ từ khi ra đời.

### Sân khấu
Truyện ngắn đã nhiều lần được chuyển thể thành các vở opera, kịch...

### Điện ảnh
- 1911: Cô tiểu thư nông dân
- 1916: Cô tiểu thư nông dân, đạo diễn Olga Preobrazhenskaya
- 1970: Cô tiểu thư nông dân (phim truyền hình)
- 1995: Cô tiểu thư nông dân đạo diễn Aleksey Sakharov

## Xem thêm

Tranh khắc gỗ
Tranh sơn dầu